# Darren Aronofsky

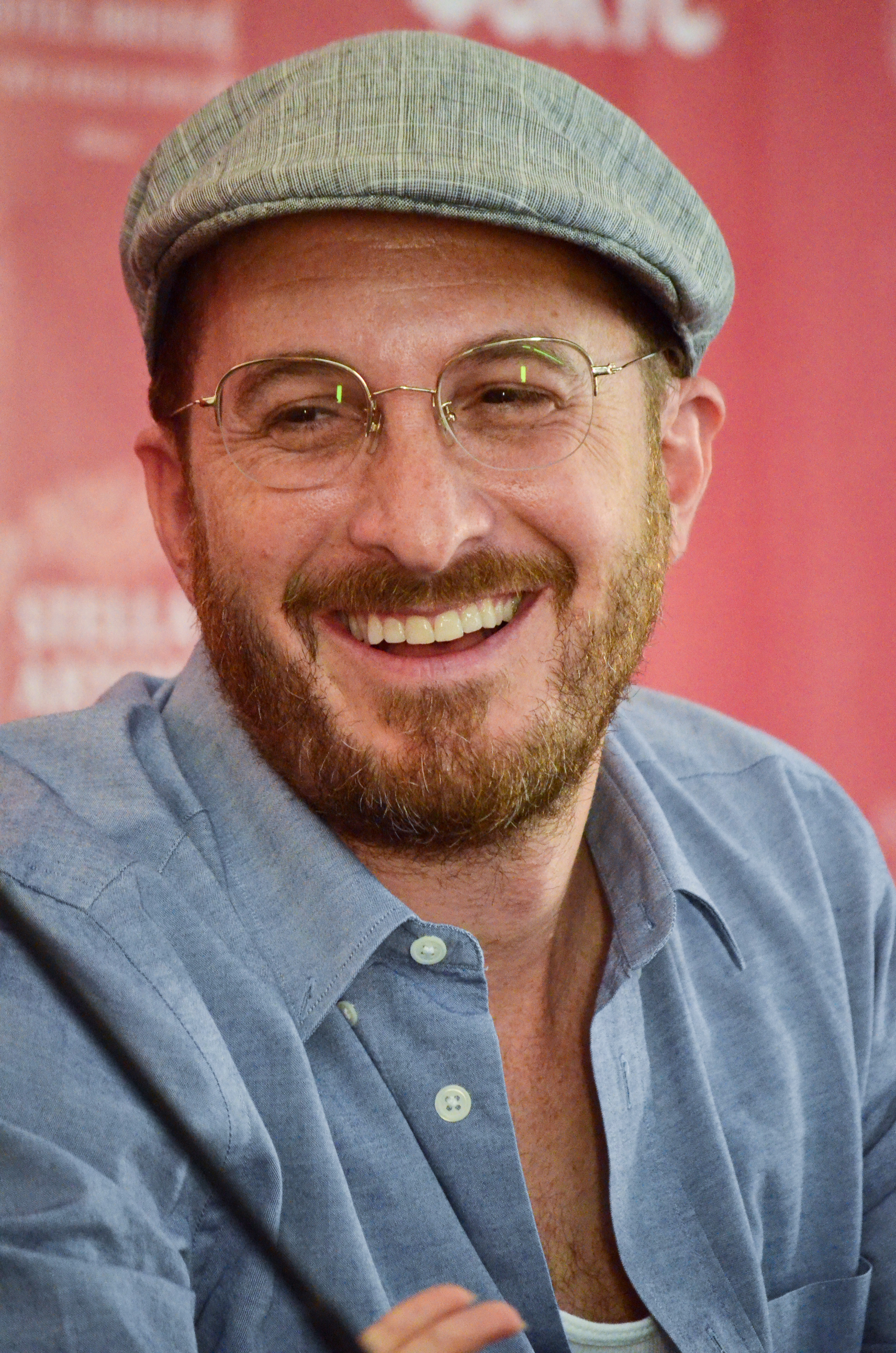
Darren Aronofsky (2015)

Darren Aronofsky (* 12. Februar 1969 in Brooklyn, New York City) ist ein US-amerikanischer Filmregisseur und Drehbuchautor.

## Leben
Aronofsky stammt aus einem konservativ-jüdischen Lehrerhaushalt. Nach der Schule besuchte Aronofsky die Harvard University und studierte Anthropologie, Film und Animation. Im Jahr 1991 schloss er die Universität mit Auszeichnung ab. Danach besuchte er das American Film Institute. 1996 begann Aronofsky, an der Konzeption seines ersten Spielfilms Pi zu arbeiten. Im Folgejahr gründete er das Filmproduktionsunternehmen Protozoa Pictures. Pi wurde 1998 fertiggestellt; auf dem Sundance Film Festival desselben Jahres bekam er dafür den Preis für die beste Regie.
Im Jahr 2000 folgte Requiem for a Dream, mit größerem Budget realisiert und mit noch mehr Aufmerksamkeit seitens der Filmkritik bedacht. Das Filmprojekt, das Aronofsky folgen lassen wollte, konnte wegen des Absprungs eines Darstellers und des Platzens der Finanzierung erst um einige Jahre verzögert gestartet werden. Unter dem Titel The Fountain kam der Film 2006 in die Kinos, Hugh Jackman und Rachel Weisz spielten die Hauptrollen. Im Jahr 2008 erhielt Aronofsky für The Wrestler mit Mickey Rourke als Titelheld den Goldenen Löwen der 65. Filmfestspiele von Venedig 2008.
Aronofskys filmisches Markenzeichen ist eine Technik, die als Hip-Hop-Montage bezeichnet wird. Dabei werden Bilder oder Handlungen in Zeitraffer gezeigt, parallel dazu Soundeffekte geschnitten, die eine bestimmte, immer wiederkehrende Handlung bzw. tranceartige Rauschzustände verdeutlichen sollen (z. B. der Drogenkonsum der Protagonisten in Requiem for a Dream oder die panikartigen Anfälle in Pi). Die Musik zu den Filmen, in denen Aronofsky Regie geführt hat, stammt von seinem Freund Clint Mansell. Des Weiteren benutzt er oft die Snorricam – auch Bodymount genannt –, wobei die Kamera am Bauch des Darstellers befestigt wird, sein Gesicht filmt und sich so nur der Hintergrund zu bewegen scheint.
Im Jahr 2011 erhielt Aronofsky für seine Regie des im New Yorker Ballettmilieu spielenden Psychothrillers Black Swan eine Oscar-Nominierung. Im selben Jahr war Aronofsky Präsident der Jury der 68. Filmfestspiele von Venedig. 2014 folgte die Bibelverfilmung Noah mit Russell Crowe in der Titelrolle. 2015 leitete er die Wettbewerbsjury der 65. Internationalen Filmfestspiele Berlin. 2017 inszenierte er den Spielfilm Mother!, der von Publikum und Kritik sehr gemischt aufgenommen wurde.
Im Jahr 2022 entstand der Spielfilm The Whale mit Brendan Fraser in der Titelrolle. Das Werk brachte Aronofsky seine fünfte Einladung in den Wettbewerb des Filmfestivals von Venedig.

## Persönliches
Aronofsky war mit der Oscar-Preisträgerin Rachel Weisz verlobt, die er 2002 kennenlernte und mit der er den Film The Fountain drehte. Im Jahr 2006 bekam das Paar einen Sohn. Im November 2010 gab Rachel Weisz die Trennung bekannt. 2017 war Aronofsky einige Monate mit Jennifer Lawrence liiert.

## Filmografie

### Kurzfilme
- 1991: Supermarket Sweep
- 1991: Fortune Cookie
- 1993: Protozoa

### Spielfilme
- 1998: Pi (Regie, Drehbuch, Schnitt)
- 2000: Requiem for a Dream (Regie, Drehbuch, Schnitt)
- 2002: Below (Produzent, Drehbuch)
- 2006: The Fountain (Regie, Drehbuch)
- 2008: The Wrestler (Regie, Produzent)
- 2010: Black Swan (Regie, Produzent)
- 2010: The Fighter (Produzent)
- 2014: Noah (Regie, Produzent, Drehbuch)
- 2015: Zipper – Geld. Macht. Sex. Verrat. (Produzent)
- 2016: Jackie: Die First Lady (Produzent)
- 2017: Mother! (Regie, Produzent, Drehbuch)
- 2018: White Boy Rick (Produzent)
- 2019: Serendipity (Produzent)
- 2019: Pacified (Produzent)
- 2020: Some Kind of Heaven (Produzent)
- 2022: The Whale (Regie, Produzent)
- 2022: The Good Nurse (Produzent)

### Andere Produktionen
- 1997: Soldier Boyz, Videospiel[1]
- 2018: One Strange Rock (Produzent), Fernsehdokumentation[2]
- 2018: SPHERES: Songs of Spacetime (Produzent), Virtuelle Realität[3]
- 2023: Postcard from Earth (Regie, Produzent, Drehbuch)

## Auszeichnungen und Nominierungen (Auswahl)
- 2008: Internationale Filmfestspiele von Venedig: Goldener Löwe für The Wrestler
- 2010: Internationale Filmfestspiele von Venedig: Nominierung in der Kategorie Beste Regie für Black Swan
- 2011: British Academy Film Award: Nominierung in der Kategorie Beste Regie für Black Swan
- 2011: Golden Globe Award: Nominierung in der Kategorie Beste Regie für Black Swan
- 2011: Directors Guild of America: Nominierung in der Kategorie Beste Regie für Black Swan
- 2011: Oscar: Nominierung in der Kategorie Beste Regie für Black Swan
- 2011: Scream Award: Auszeichnung in der Kategorie Beste Regie für Black Swan
- 2018: Goldene Himbeere: Nominierung in der Kategorie Schlechteste Regie für Mother!